# Íñigo López de Mendoza y Zúñiga
Íñigo López de Mendoza y Zúñiga (Miranda de Ebro, 1498 — Tordómar, 15 de janeiro de 1537) foi um cardeal e bispo católico espanhol.

## Biografia
Nasceu em Miranda de Ebro em 1498, filho de Pedro de Zúñiga y Avellaneda, segundo conde de Miranda del Castañar, senhor de Avellaneda, Peñaranda de Duero e mais cidades, e de Catarina de Velasco e Mendoza, filha de Pedro Fernandez de Velasco, segundo conde de Haro, e Mencia de Mendoza y Vega, irmão mais novo de Francisco de Zúñiga Avellaneda y Velasco, terceiro Conde de Miranda del Castañar e Juan de Zúñiga Avellaneda y Velasco, Cavaleiro Comendador de Castela na Ordem de São Tiago da Espada.
Em 1526, tornou-se embaixador de Carlos V na Inglaterra. Durante sua viagem, foi detido por quatro meses pelos franceses. Em 1528, foi preso devido à deterioração das relações entre Carlos e Henrique VIII. Raramente lhe era permitido enviar cartas. Mais tarde, pediu para ser destituído do cargo devido a problemas de saúde e à desconfiança dos ingleses. Foi autorizado a retornar ao seu país em maio de 1529 e substituído por Eustace Chapuys.
Em 1528, foi eleito bispo de Coria (com dispensa por ainda não ter recebido ordens sacerdotais). Em 1529, tornou-se bispo de Burgos.
O Papa Clemente VII o elevou à categoria de cardeal no consistório de 9 de março de 1530 com o título de Cardeal Diácono de San Nicola in Carcere.
Ele morreu em 15 de janeiro de 1537, aos 39 anos.